# Fragilariophycidae
Sous-classe
Les Fragilariophycidae sont une sous-classe de l'embranchement des Bacillariophyta (Diatomées), et de la classe des Bacillariophyceae.

## Description
Cette sous-classe contient des diatomées dont les valves ont un sternum médiant. Elles sont dépourvues de raphé. Des processus labiaux (labiate process) encore appelés rimoportules peuvent être présents.
Ces diatomées ont une reproduction sexuée anisogame avec une ou les deux cellules sexuelles libérées du gamétange ; lorsque les deux cellules sexuelles sont libérées du gamétange, il y a production d'une cellule femelle non mobile et d'une cellule mâle amiboïde doté d'un appendice ressemblant à un poil extrudé pour attacher la femelle au mâle, la tirer vers la cellule mâle et la féconder ; on y observe des bandes d'auxospores (en). Le recouvrement des aréoles est variable. Les champs de pores (porefield) sont apicaux et peuvent provenir ou non de la transformation en aréole de la valve par un rebord de silice.
Note : pour le vocabulaire ci-dessus, spécifique aux diatomées (notamment les mots en italique), voir le glossaire anglophone cité en référence.

## Liste des ordres
Selon AlgaeBase (5 août 2022) :
- Cyclophorales Round & R.M.Crawford, 1900
- Fragilariales P.C.Silva, 1962
- Fragilariophycidae ordo incertae sedis
- Licmophorales Round, 1990
- Protoraphidales Round
- Rhabdonematales Round & R.M.Crawford, 1990
- Thalassionematales Round, 1990

## Systématique
Le nom correct complet (avec auteur) de ce taxon est Fragilariophycidae Round, 1990.

## Publication originale
- Round, F.E., Crawford, R.M. & Mann, D.G. (1990). The diatoms biology and morphology of the genera.  pp. [i-ix], 1-747. Cambridge: Cambridge University Press.